# Mars Hill
Mars Hill é uma cidade  localizada no estado norte-americano de Carolina do Norte, no Condado de Madison.

## Demografia
Segundo o censo norte-americano de 2000, a sua população era de 1764 habitantes.
Em 2006, foi estimada uma população de 1813, um aumento de 49 (2.8%).

## Geografia
De acordo com o United States Census Bureau tem uma área de
5,0 km², dos quais 5,0 km² cobertos por terra e 0,0 km² cobertos por água. Mars Hill localiza-se a aproximadamente 725 m acima do nível do mar.

## Localidades na vizinhança
O diagrama seguinte representa as localidades num raio de 28 km ao redor de Mars Hill.